# Рывок (кинематика)
Рыво́к — векторная физическая величина, характеризующая темп (скорость) изменения ускорения тела. Является третьей производной по времени от радиус-вектора.

## Рывок в кинематике

Изменение координаты, скорости, ускорения и рывка от времени для некоторого закона движения

Вектор рывка {\displaystyle {\vec {\jmath }}} в любой момент времени находится путём дифференцирования вектора ускорения частицы по времени:
{\displaystyle {\vec {\jmath }}={\frac {d{\vec {a}}}{dt}}={\frac {d^{2}{\vec {v}}}{dt^{2}}}={\frac {d^{3}{\vec {r}}}{dt^{3}}},}
где {\displaystyle {\vec {a}}} — ускорение,
{\displaystyle {\vec {v}}} — скорость,
{\displaystyle {\vec {r}}} — радиус-вектор.
Соответственно формулы для движения с постоянным рывком имеют вид:
{\displaystyle a(t)=a_{0}+jt,}
{\displaystyle v(t)=v_{0}+a_{0}t+{\frac {1}{2}}jt^{2},}
{\displaystyle x(t)=x_{0}+v_{0}t+{\frac {1}{2}}a_{0}t^{2}+{\frac {1}{6}}jt^{3}.}
Формулы можно обобщать и далее на производные радиус-вектора более высокого порядка, вводя в разложение функции координаты в степенной ряд новые члены. По традиции или просто для удобства из-за частого использования первые 3 коэффициента в разложении имеют собственные названия: скорость, ускорение и рывок соответственно.

## Единицы измерения рывка
- метр в секунду в кубе, м/с³, производная единица системы СИ.
- сантиметр в секунду в кубе, см/с³, производная единица системы СГС.
- «же» в секунду, g/с, где g = 9,81 м/с² — стандартное ускорение свободного падения.

## Электродинамика
Сила, действующая на ускоренно движущийся заряд (радиационное трение, или реакция излучения), пропорциональна третьей производной координаты (т. e. первой производной ускорения) по времени.
{\displaystyle {\vec {F}}={\frac {q^{2}}{6\pi \epsilon _{0}c^{3}}}\cdot {\frac {d^{3}{\vec {r}}}{{dt}^{3}}}}
(в системе СИ).

## Применение

### Транспорт
Понятие рывка применяется при перевозке пассажиров, а также хрупких и ценных грузов.
Пассажир приспосабливается к ускорению, напрягая мышцы и подбирая позу. При небольшом изменении ускорения = при небольшом рывке поза, естественно, тоже меняется. Пассажиру нужно дать время, чтобы отреагировать и сменить её — иначе стоячий пассажир потеряет равновесие, а сидячий — ударится. Типичный пример — момент полной остановки вагона метро после процесса торможения: стоячие пассажиры, наклонившиеся назад в процессе торможения, не успевают приспособиться к новому ускорению, возникающему в момент остановки, и наклоняются вперёд.
Аналогично, груз, к которому приложено ускорение, деформируется. Частое и быстрое изменение ускорения означает частую и быструю деформацию, что может привести к разрушению хрупкого груза. Частично рывок можно уменьшить амортизирующей упаковкой.
Для многих приборов и устройств в технических условиях нормируется предельное значение рывка.
Производные большего порядка в транспорте применяются редко. Известный случай, когда радиус-вектор рассчитывался до четвёртой производной — это вывод телескопа «Хаббл» на орбиту.

### В теоретической механике

Рывок в четырёхзвеннике

Применяется в интегрировании по Верле для быстрого численного решения дифференциальных уравнений движения материальных точек.
В статье И. И. Смульского и Я. И. Смульского «Астероид Апофис: эволюция орбиты и возможное использование» используются производные до шестого порядка и ряд Маклорена в программе расчёта.
В работе финского математика К. Зундмана, посвящённой решению «задачи трёх тел», используются высшие производные и ряды.
Понятие рывка находит применение и в задаче о вычислении угловых скоростей и угловых ускорений звеньев шарнирного четырёхзвенника — в ситуации, когда все шарниры лежат на одной прямой.

### Металлорежущие станки
В металлорежущих станках с электронным управлением изменение ускорения также важно — быстрые деформации инструмента, случающиеся при высоком рывке, преждевременно выводят инструмент из строя.